# Ramsay MacMullen
Ramsay MacMullen (* 3. März 1928 in New York; † 28. November 2022 in New Haven (Connecticut)) war ein US-amerikanischer Althistoriker.

## Werdegang
MacMullen besuchte die Phillips Exeter Academy (1942–1946) und studierte anschließend an der Harvard University (AB 1950; AM 1953; PhD 1957). Von 1956 bis 1961 lehrte er an der University of Oregon, zunächst als Instructor, später als Assistant Professor, von 1961 bis 1967 an der Brandeis University als Associate Professor bzw. Professor. Von 1967 bis zu seiner Emeritierung 1993 lehrte er als Professor für Alte Geschichte an der Yale University.
Seine beiden hauptsächlichen Forschungsfelder bildeten die Römische Sozialgeschichte sowie die Spätantike. Auch zur Epigraphik hat MacMullen wichtige Studien vorgelegt. Er prägte den Ausdruck Epigraphic habit, der (in der Regel unübersetzt) Eingang in die internationale Fachterminologie gefunden hat und die jeweilige Gewohnheit einer Gesellschaft, in bestimmten Zusammenhängen Inschriften zu setzen, bezeichnet.

## Veröffentlichungen (Auswahl)
- Soldier and Civilian in the Later Roman Empire (1963)
- Constantine (1970)
- Roman Social Relations, 50 B.C. to A.D. 284 (1974)
- Roman Government’s Response to Crisis, A.D. 235–337. Yale University Press, New Haven 1976, ISBN 0-300-02008-2.
- Paganism in the Roman Empire (1984)
- Christianizing the Roman Empire: AD 100–400 (1989)
- Corruption and the Decline of Rome. (1988)
- Christianity and Paganism in the Fourth to Eighth Centuries (1997)
- Romanization in the Time of Augustus (2000)
- Voting About God in Early Church Councils  (2006)
- The Second Church: Popular Christianity A.D. 200–400 (2009)